# Mordet på John F. Kennedy

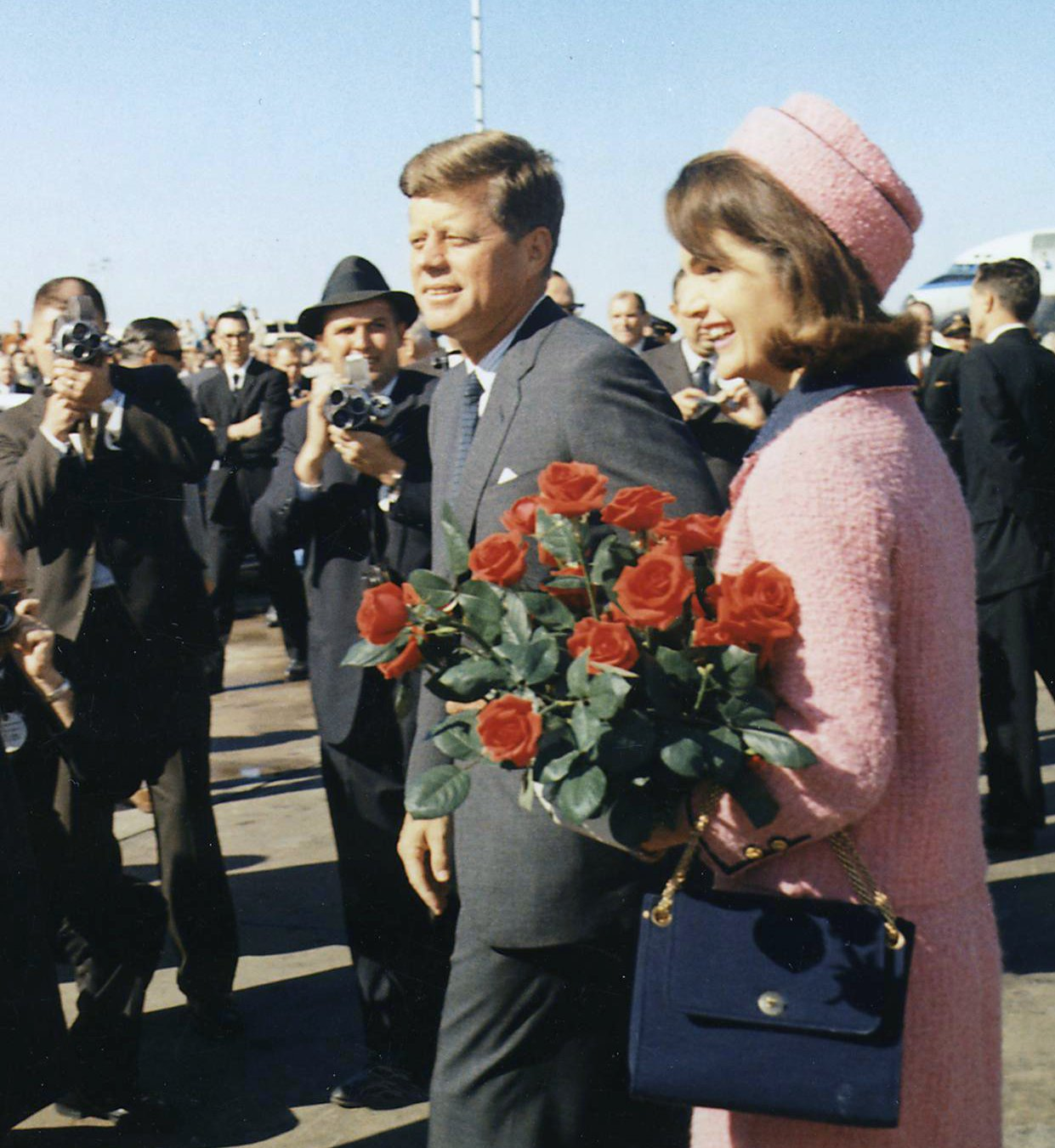
President Kennedy och hustrun Jacqueline anländer till flygplatsen Love Field i Dallas den 22 november 1963.

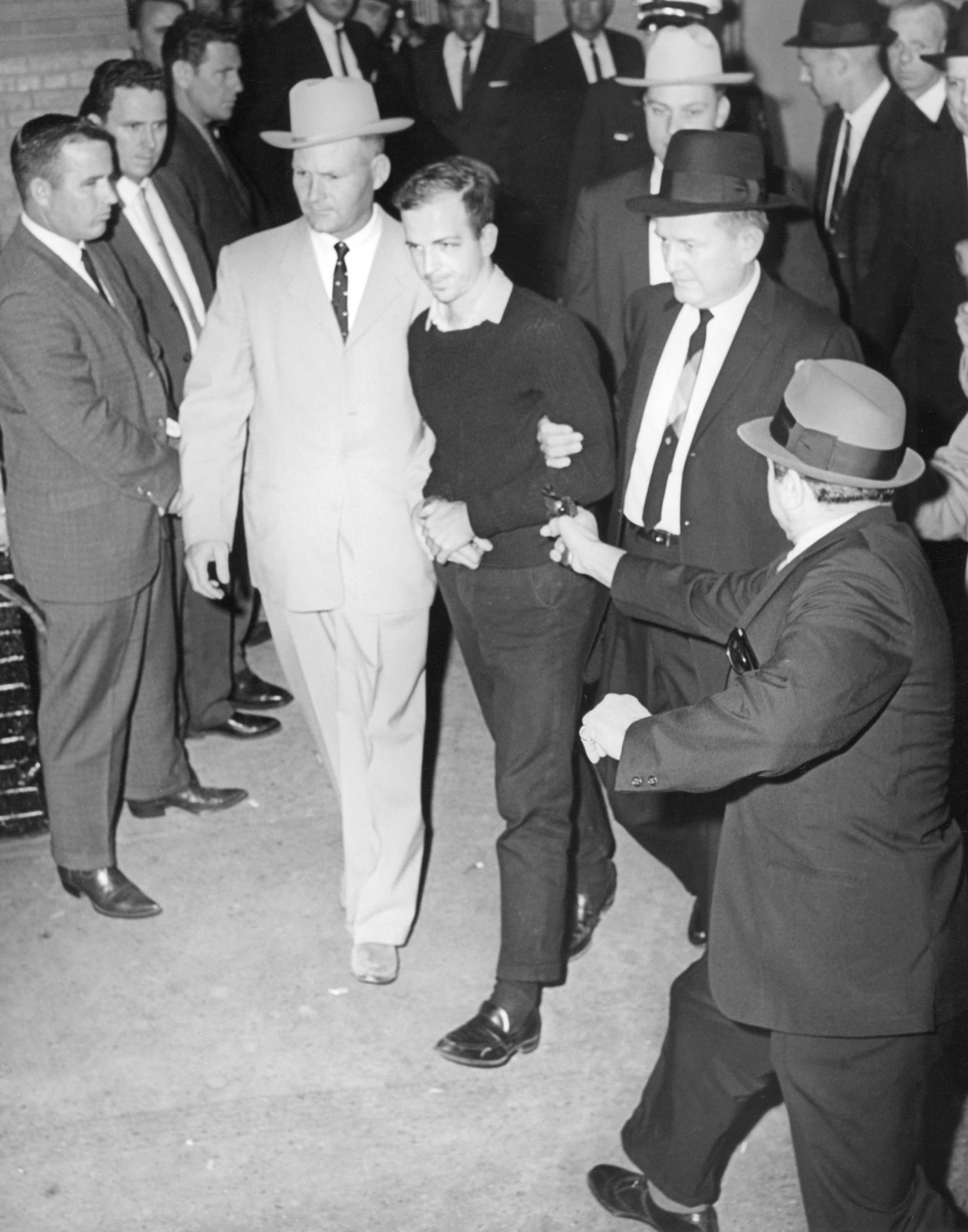
Lee Harvey Oswald mellan två polismän då Jack Ruby dyker upp och skjuter ihjäl honom.

Mordet på John F. Kennedy ägde rum fredagen den 22 november 1963 klockan 12.30 CST (18.30 UTC) i Dallas i Texas. Bilkortegen med USA:s president John F. Kennedy och hans fru Jacqueline samt Texasguvernören John Connally och dennes fru Nellie färdades på Dealey Plaza, då presidenten träffades av flera skott, både i halsen och i huvudet. Även John Connally träffades. Presidenten fördes i ilfart till Parkland Memorial Hospital, där han dödförklarades en halvtimme senare, klockan 13.00. En utredning tillsatt av den nye presidenten Lyndon B. Johnson kom fram till att Lee Harvey Oswald ensam mördade Kennedy och skadade Texasguvernören John Connally; denna utredning kom inofficiellt att bli känd som Warrenkommissionen. Initialt stödde en majoritet av den amerikanska allmänheten kommissionens slutsatser, men senare undersökningar pekar på att en majoritet av amerikanerna misstänker en konspiration. En utredning av den amerikanska kongressen – United States House Select Committee on Assassinations (HSCA) – kom också fram till att Kennedymordet troligen utfördes konspiratoriskt. Men denna utredning pekade inte ut vilka personer eller grupper som var inblandade i mordet förutom Lee Harvey Oswald. Kennedymordet är än idag omdebatterat och har givit upphov till en mängd teorier.

## Bakgrund
Kennedy besökte Texas för att bygga upp stöd inför det kommande valet 1964. Därtill ville han lösa en intern konflikt inom det demokratiska partiet i Texas. En månad innan Kennedy åkte till Dallas hade Adlai Stevenson, USA:s FN-ambassadör, blivit attackerad där och detta visste Kennedy om. Senator J. William Fulbright hade varnat Kennedy för att åka dit. I samband med ett tidigare besök av Adlai Stevenson hade flygblad delats ut med Kennedys ansikte både framifrån och i profil och med texten "Efterlyst för högförräderi" samt med anklagelser riktade mot denne för att lämna över makten till ett kommunistkontrollerat FN. Dallas var således inte riskfritt, men just därför hade Kennedy menat att han inte kunde undvika staden; detta skulle ha sett ut att vara ett tecken på svaghet. Besöket i Houston den 21 november hade dessutom gått över förväntan.

## Mordet
President Kennedy färdades tillsammans med sin hustru Jacqueline, som bar en rosa dräkt designad av Coco Chanel,, guvernören John Connally och hans fru Nellie i en öppen limousin. Klockan 12.30 kom bilkortegen till Dealey Plaza, en öppen plats omgiven av några höga byggnader och gräsbevuxna kullar, och när den passerade Texas School Book Depository på Elm Street, med en av kullarna rakt framåt, hördes skott. Warrenkommissionen hävdar, liksom en majoritet av vittnena, att tre skott avfyrades. Enligt både Warrenkommissionen och HSCA träffade en kula Kennedy högt upp på ryggen och kom ut från halsen för att sedan även skada John Connally. En andra kula träffade sedan Kennedy i huvudet och slet bort delar av skallbenet och hjärnan. Enligt bägge utredningarna gick kulan in i Kennedy bakifrån. Warrenkommissionen säger inte om detta var kula två eller tre av alla som avfyrades, medan HSCA hävdar att detta var det fjärde och sista skottet. Bilen tog sig på fyra minuter till Parkland Memorial Hospital, där presidenten dödförklarades klockan 13.00. Guvernörens skador var inte livshotande.

## Initial utredning
Lee Harvey Oswald var anställd vid Texas School Book Depository och hans chef rapporterade till Dallaspolisen att han var försvunnen strax efter mordet. Oswald greps drygt en timme efter mordet på Kennedy, men då för mordet på Dallaspolisen J.D. Tippit som ska ha fått syn på Oswald i stadsdelen Oak Cliff, belägen cirka fem kilometer från Dealey Plaza. Enligt vittnen klev Tippit ur sin bil för att gripa Oswald, men då sköt Oswald honom med fyra skott. Nästa person att få syn på Oswald var skoaffärsinnehavaren Johnny Brewer som såg Oswald bete sig underligt, som om han försökte gömma sig genom att gå in i entrén till skoaffären. Brewer följde därefter Oswald längs gatan och såg honom smyga in i biografen Texas Theatre utan att betala. Brewer uppmärksammade personal i biografen om detta och de ringde i sin tur polisen. Ett stort antal poliser anlände snabbt och de kunde efter visst handgemäng gripa Oswald.
På sjätte våningen av Texas School Book Depository fann Dallaspolisen ett Carcano-gevär med kikarsikte, som visade sig tillhöra Lee Harvey Oswald. Dennes fingeravtryck återfanns även på geväret. I hans plånbok fann man två ID-kort, ett med hans riktiga namn och ett med namnet "Alek Hidell". När det framgick att Oswald var anställd vid Texas Book Depository förstod man att han kunde vara attentatsmannen. Teorin är att han först ska ha åkt buss och därpå taxi hem och hämtat en revolver innan han gick ut på stan, där han hade stoppats av Tippit och då skjutit denne.
Den 24 november skulle Oswald flyttas från häktet till ett fängelse. Även om det kommit in hotfulla telefonsamtal nöjde man sig med att försöka ta honom ner till källargaraget och sedan transportera honom i en omärkt polisbil. Polischefen hade dessutom ordnat så att pressen skulle kunna närvara. I trängseln bland trettio reportrar och sjuttio polismän dök plötsligt Jack Ruby upp, en småkriminell nattklubbsägare med maffiakontakter, drog fram en revolver, yttrade "you killed my President, you rat" och sköt Oswald i magen. Medvetslös fördes Oswald till sjukhus, där han avled någon timme senare.
Några timmar efter mordet på Oswald höll allmänne åklagaren Henry Wade en presskonferens, där han framlade bevismaterialet och det rekonstruerade händelseförloppet: flera personer hade sett en person på sjätte våningen i Texas Book Depository med ett gevär i händerna. Där hade man även funnit lådor som placerats så att de dolde en person som satt i fönstret från andra personer i närheten, tre patronhylsor, mordvapnet samt ett handavtryck från Lee Harvey Oswald. När denne kom till arbetet på morddagen hade han haft med sig ett avlångt paket och hans hustru vittnade om att geväret funnits i huset kvällen före attentatet, men sedan försvunnit.

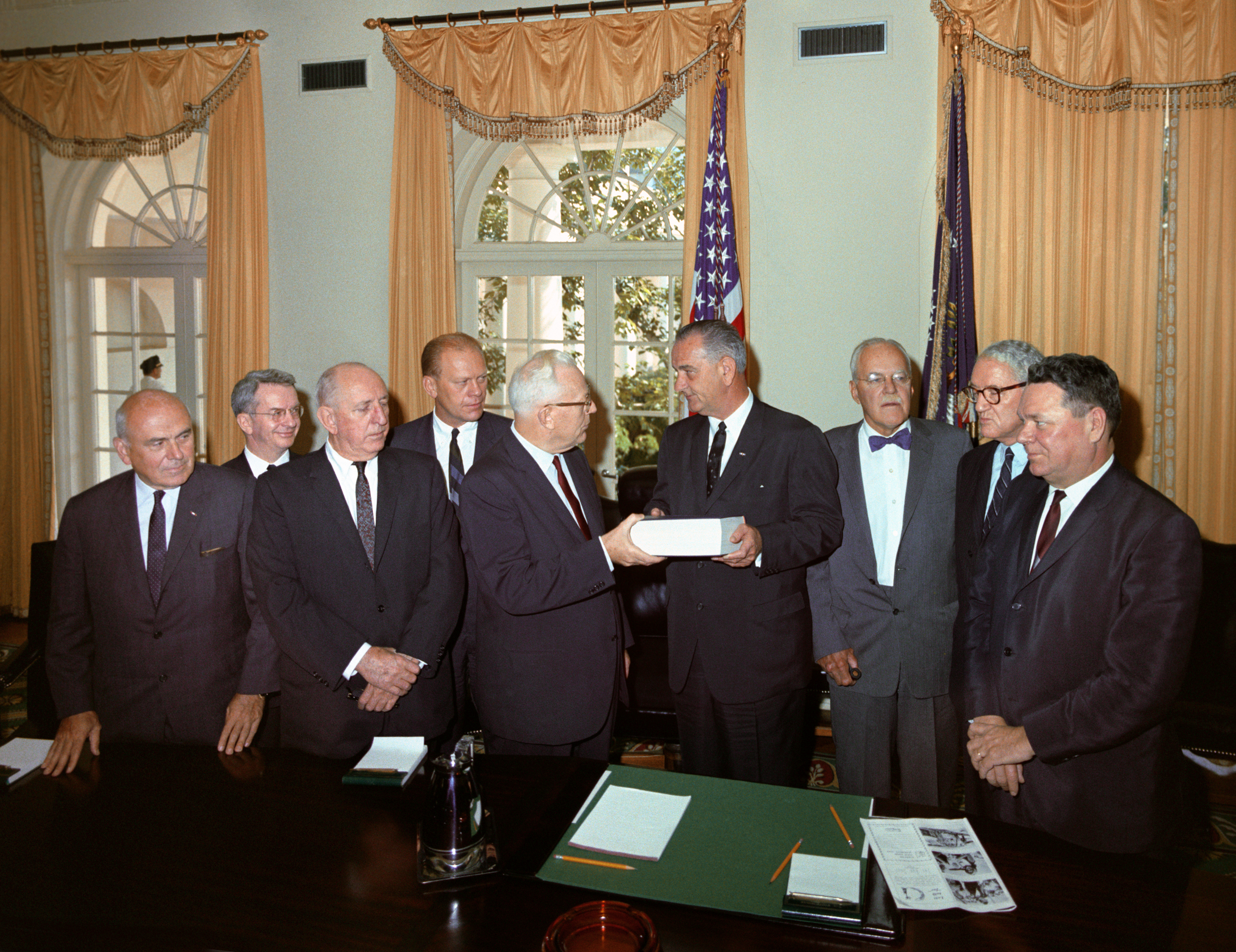
Warrenkommissionen överlämnar sin rapport till president Johnson.

Fem dagar senare tillsatte den nyblivne presidenten Lyndon B. Johnson Warrenkommissionen, ledd av Högsta domstolens ordförande Earl Warren, med fyra kongressledamöter, tidigare CIA-chefen Allen Dulles och John J. McCloy, tidigare världsbankschef, med syfte att klarlägga vad som skett. Rapporten framlades den 27 september 1964 och den 24 november publicerades vad som angavs vara allt material som de fått fram, men där i själva verket en hel del utelämnats. Slutsatsen var hur som helst att ingen konspiration existerat och att både Lee Harvey Oswald och Jack Ruby agerat på eget bevåg.

## Kritik och konspirationsteorier
Advokaten Mark Lane, som redan tidigt ifrågasatt bilden av Oswald som den ensamme mördaren, publicerade 1966 boken Rush to Judgement, i vilken han hävdade att skott även avlossats framifrån från "the grassy knoll", den gräsbeklädda kullen snett till höger framför bilens färdriktning. Samma år kritiserade journalisten Jay Epstein Warrenkommissionen för att ha arbetat under hård press för att snabbt bli klar och även att "tillvarata nationella säkerhetsintressen". Snart framlades även annan kritik, där Sylvia Meager kunde visa på utelämnanden, direkta felaktigheter, motsägelser och förbiseenden i kommissionens arbete. Josiah Thompson fick tillgång till vad som hävdas var tidningen Life's inköpta original av Zapruderfilmen, och hävdade att det rörde sig om tre skyttar, där den som dödade presidenten befann sig på kullen. Distriktsåklagaren Jim Garrison i New Orleans väckte åtal mot Clay Shaw för attentatet, men misslyckades fullständigt och drog därigenom ett löjets skimmer över konspirationsteorierna för en tid framöver.
Året 1976 tillsattes "United States House Select Committee on Assassinations" (HSCA 1976–1979) för att undersöka morden på Kennedy 1963 och på Martin Luther King 1968. Denna fastslog att Oswald avlossade fyra skott, varav två träffade och ett var dödande, men även att akustiska bevis förelåg för att ytterligare en person avlossat skott och att det hela sannolikt rörde sig om en konspiration. Bakom denna skulle inte ligga vare sig Sovjetunionens eller Kubas regeringar, Secret Service, FBI eller CIA, ej heller organisationer för kubanska Castro-motståndare eller maffian, men möjligen kunde enskilda medlemmar ur de två senare ha varit inblandade. Konspirationen ifråga var istället snarast mellan Lee Harvey Oswald och en annan person, av Washington Post kallad "Oswald Harvey Lee", men avfärdad som en "klon".
De akustiska bevisen i fråga kom från en polisman som haft radion på, varvid det hela inspelats. På upptagningen hördes inga skott men däremot kunde ekoimpulsmönster från fem misstänkta gevärsskott detekteras med hjälp av oscilloskop. Därpå arrangerades testskjutningar på Dealey Plaza i Dallas varpå fyra gevärsskott avlossade från skolbokslagret samt ett gevärsskott från det vita staketet på "grassy knoll" matchades exakt med de fem misstänkta ekoimpulsmönsten identifierade inledningsvis. Att endast "fyra" skott presenterades som säkra gevärsskott av HSCA berodde på att dess chef, juristen Robert Blakey, påstod att Kongressen inte skulle acceptera fyndets politiska implikationer och att det därför räckte med "fyra" skott eftersom ju ett av dessa trots allt avlossades framifrån och därmed bevisade en konspiration. Den här 'politiska' manövern har därefter skapat stor förvirring och använts av de som vill avfärda studiens metoder och slutsatser som ovetenskapliga. Vad gäller konspirationen och maffiamedlemmar var det Carlos Marcello, maffiaboss i New Orleans, som åsyftades. Denne skall efter mordet ha hyrt Ruby för att döda Oswald efter dennes arrestering. FBI avfärdade dock kommissionens åsikter på denna punkt.
Floran av konspirationsteorier gällande mordet är rik, och inför 30-årsdagen 1993 satte Newsweek, CBS och The Washington Post upp ett lag reportrar som gick igenom materialet. De kom fram till att trots att Warrenkommissionen med rätta kunde anklagas för vissa missgrepp, så inverkade detta inte på slutresultatet. Missgreppen sades dock ligga till grund för att konspirationsteorierna kunde flöda så fritt. Trots detta är det fler amerikaner som tror på olika konspirationsteorier än på Warrenkommissionen.
År 2006 lanserade BBC en teori i en dokumentär att Kuba låg bakom mordet på John F. Kennedy.

## Populärkultur

### Filmatiseringar
- Rush to Judgment, dokumentärfilm från 1967 i regi av Emile de Antonio
- Executive Action, film från 1973 i regi av David Miller
- Ruby and Oswald, TV-film från 1978 i regi av Mel Stuart
- Kennedy, TV-serie från 1983 i regi av Jim Goddard
- JFK, film från 1991 i regi av Oliver Stone
- Love Field, film från 1992 i regi av Jonathan Kaplan
- I skottlinjen, thriller från 1993 i regi av Wolfgang Petersen
- Parkland, dokudrama från 2013 i regi av Peter Landesman
- Killing Kennedy, film från 2013 i regi av Nelson McCormick

### Musik
- I Rolling Stones låt "Sympathy for the Devil", som återfinns på albumet Beggars Banquet (1968), finns referenser både till mordet på John F. Kennedy och på Robert Kennedy.
- Saxons låt "Dallas 1 PM" från albumet Strong Arm of the Law (1980) handlar om mordet. En strof lyder "The world was shocked in Dallas 1 p.m."
- Human Leagues låt "Seconds" från albumet Dare (1981) behandlar omvärldens reaktioner på mordet.
- I musikvideon till Marilyn Mansons låt "Coma White" från albumet Mechanical Animals (1998) återskapas mordet. Marilyn Manson spelar John F. Kennedy och Rose McGowan gestaltar hustrun Jacqueline.
- National Anthem, musikvideo från 2012 av Lana Del Rey. Lana spelar Jacqueline Kennedy och ASAP Rocky spelar John F. Kennedy.